# Агонж
Аго́нж (фр. Agonges) — коммуна во Франции, находится в регионе Овернь. Департамент коммуны — Алье. Входит в состав кантона Сувиньи. Округ коммуны — Мулен.
Код INSEE коммуны — 03002.

## Население
Население коммуны на 2008 год составляло 363 человека.
| 1962 | 1968 | 1975 | 1982 | 1990 | 1999 | 2008 |
| ---- | ---- | ---- | ---- | ---- | ---- | ---- |
| 474  | 437  | 385  | 327  | 300  | 357  | 363  |

## Экономика
В 2007 году среди 221 человек в трудоспособном возрасте (15—64 лет) 153 были экономически активными, 68 — неактивными (показатель активности — 69,2 %, в 1999 году было 67,0 %). Из 153 активных работали 139 человек (77 мужчин и 62 женщины), безработных было 14 (7 мужчин и 7 женщин). Среди 68 неактивных 22 человека были учениками или студентами, 17 — пенсионерами, 29 были неактивными по другим причинам.

## Достопримечательности
- Романская церковь Нотр-Дам (XII век). Исторический памятник с 27 июня 1925 года.
- Замок Л’Эпин (XIV век). Памятник архитектуры.
- Средневековый замок Ожер. Исторический памятник с 10 августа 2000 года.
- Замок Ла-Поммерей (XVIII века). Исторический памятник с 3 декабря 2001 года.
- Замок Сакро (XVII век). Исторический памятник с 3 декабря 2001 года.
- Замок Бомон. Был восстановлен в 1740 году на месте бывшей крепости. Исторический памятник с 13 декабря 1978 года.
- Замок Эшардон. Был перестроен в 1792 году, от предыдущего здания остались две башни и голубятня. Исторический памятник с 4 марта 1977 года.

## Фотогалерея

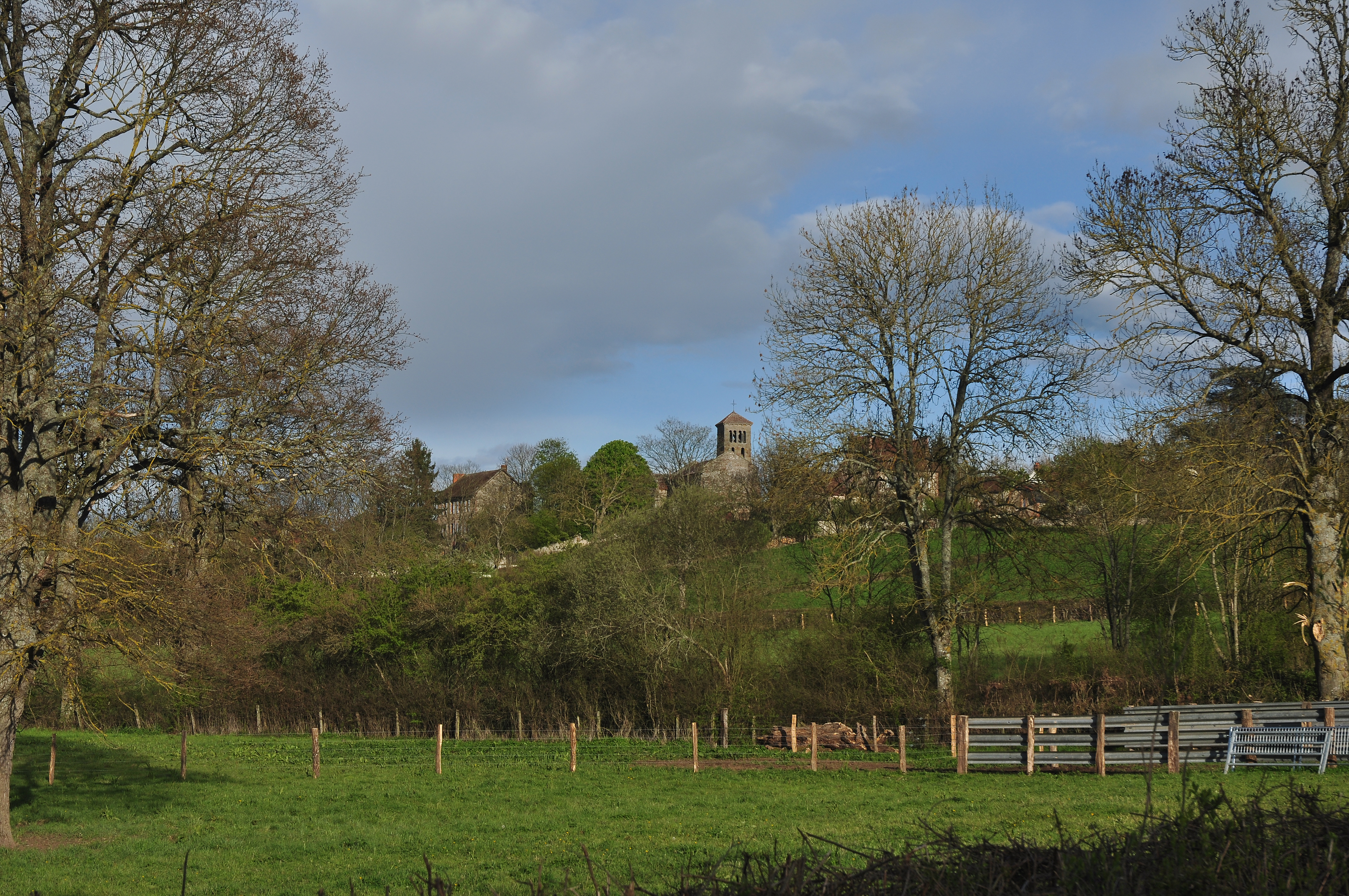
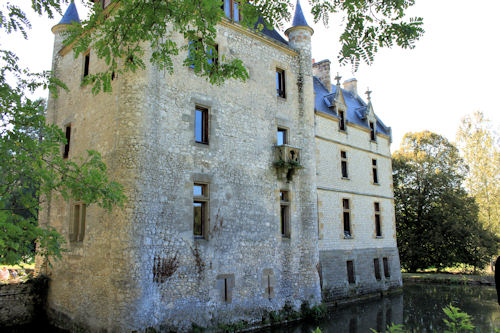
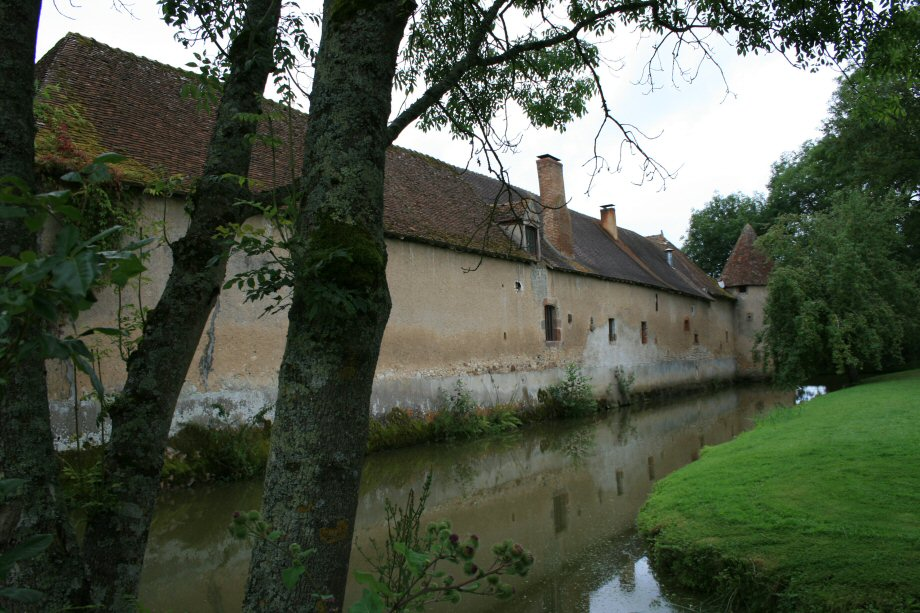
Замок Л’Эпин
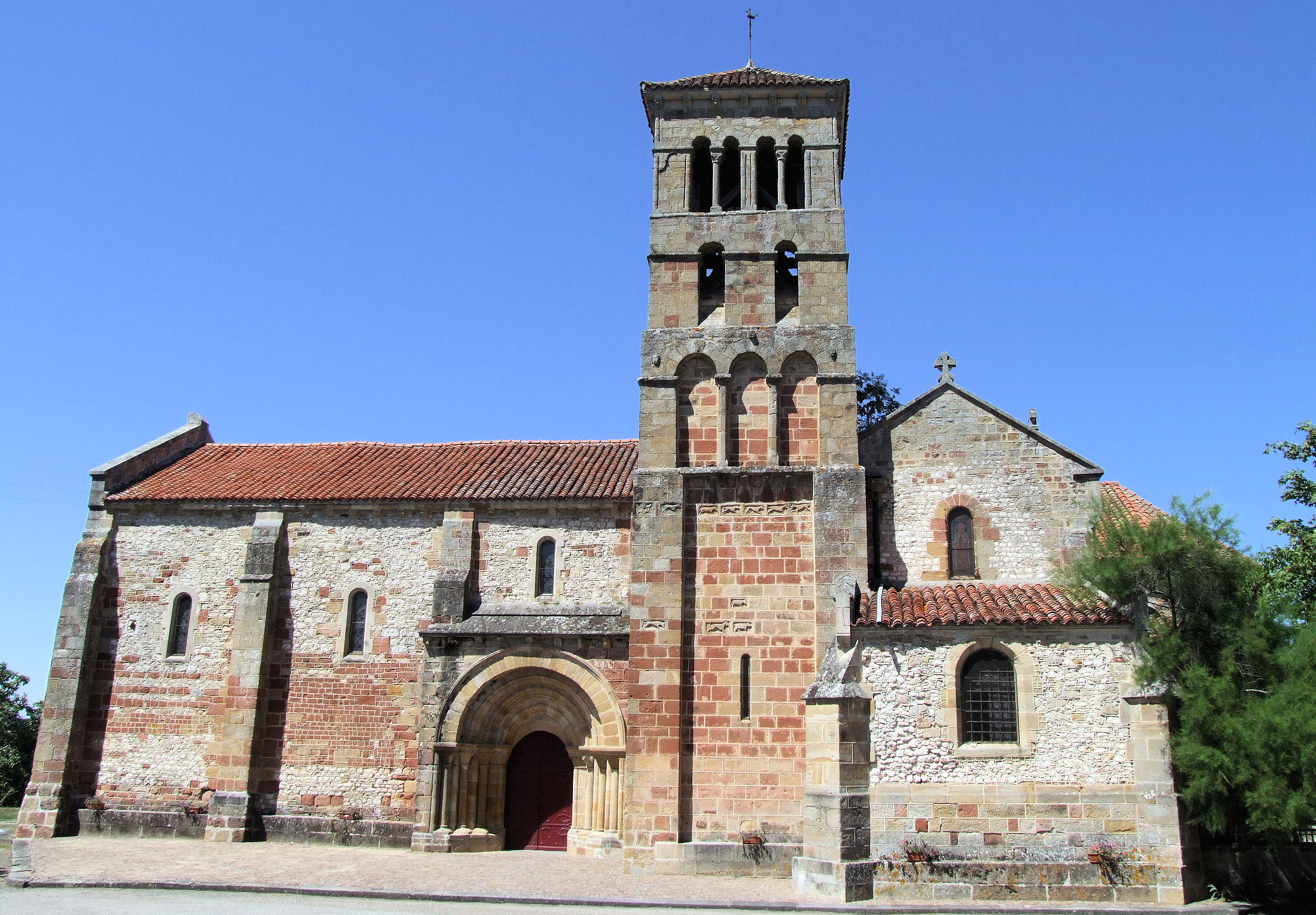
Церковь Нотр-Дам